# 在ジッダ日本国総領事館
在ジッダ日本国総領事館（ざいじっだにほんこくそうりょうじかん、アラビア語: القنصلية العامة لليابان في جدة、英語: Consulate-General of Japan in Jeddah）は、メッカ近郊に位置するサウジアラビア第二の都市ジッダ（ジェッダ）に設置されている日本の総領事館である。在ジェッダ日本国総領事館とも。

## 概要
- 1952年、サンフランシスコ平和条約の発効により日本国が独立、サウジアラビアも同条約締結国のうちの一国[1]
- 1955年、日本とサウジアラビアの外交関係が樹立される[2]
- 1960年、ジッダに在サウジアラビア日本国大使館が開設される[2]
- 1975年、在サウジアラビア日本国大使館附属ジッダ日本人学校が開校[3]
- 1984年、大使館が首都リヤドに移転したことに伴い、代わりに在ジッダ日本国総領事館が開設される[2]

## 住所
| 所在地 | No.32 Al Islam St., Al Hamra'a District, Jeddah |
| 私書箱 | P.O. Box 1260, Jeddah 21431                     |

## 管轄地域
マッカ州及びマディーナ州を管轄。